# Osmoxylon eminens
Osmoxylon eminens är en araliaväxtart som först beskrevs av W.Bull, och fick sitt nu gällande namn av William Raymond Philipson. Osmoxylon eminens ingår i släktet Osmoxylon och familjen Araliaceae. Inga underarter finns listade.